# ダンマシュトック
ダンマシュトック（Dammastock）とは、ユーラシア大陸の西部のアルプス山脈の西部を構成する山の1つである。

## 解説

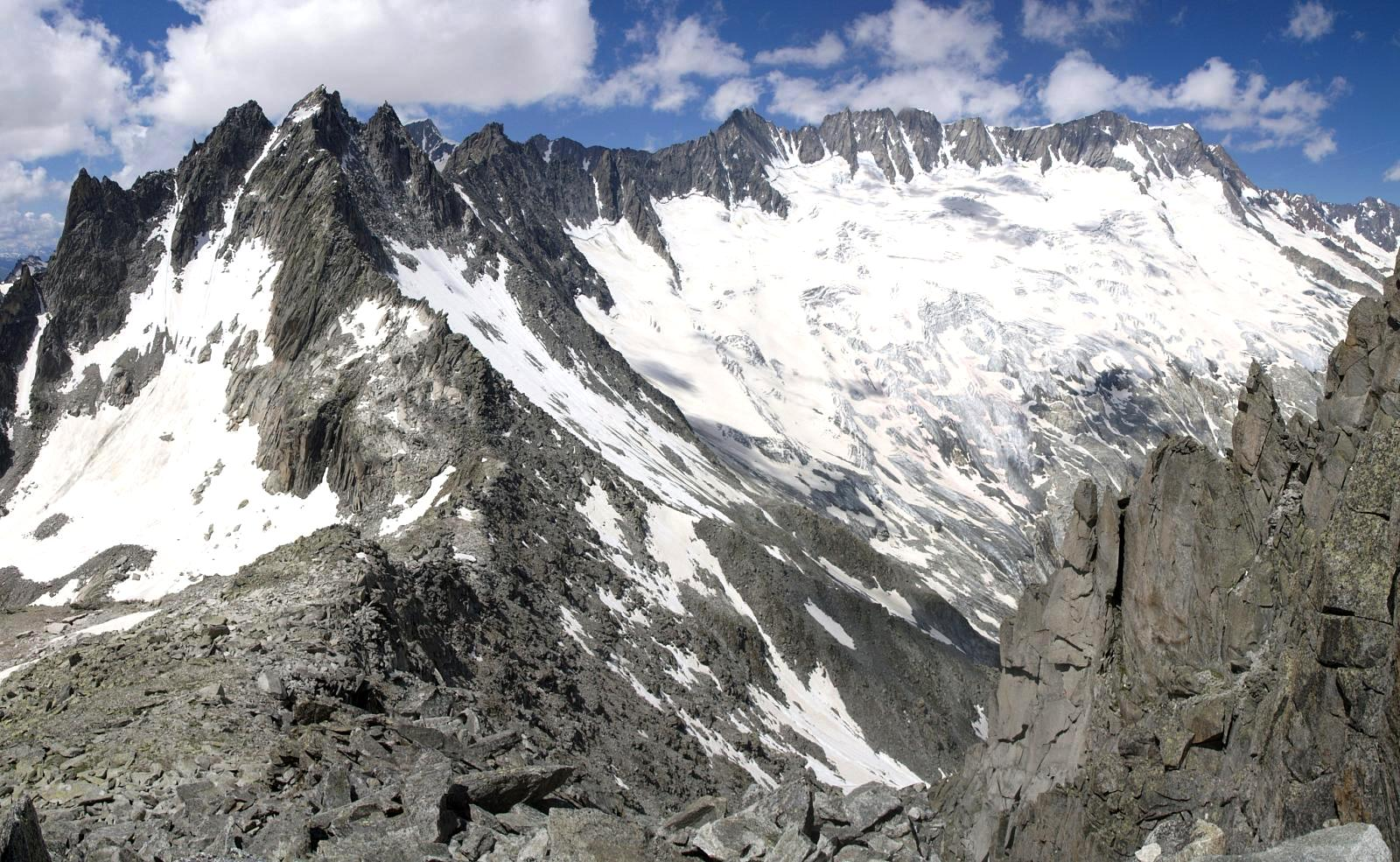
ダンマシュトックとダンマ氷河。

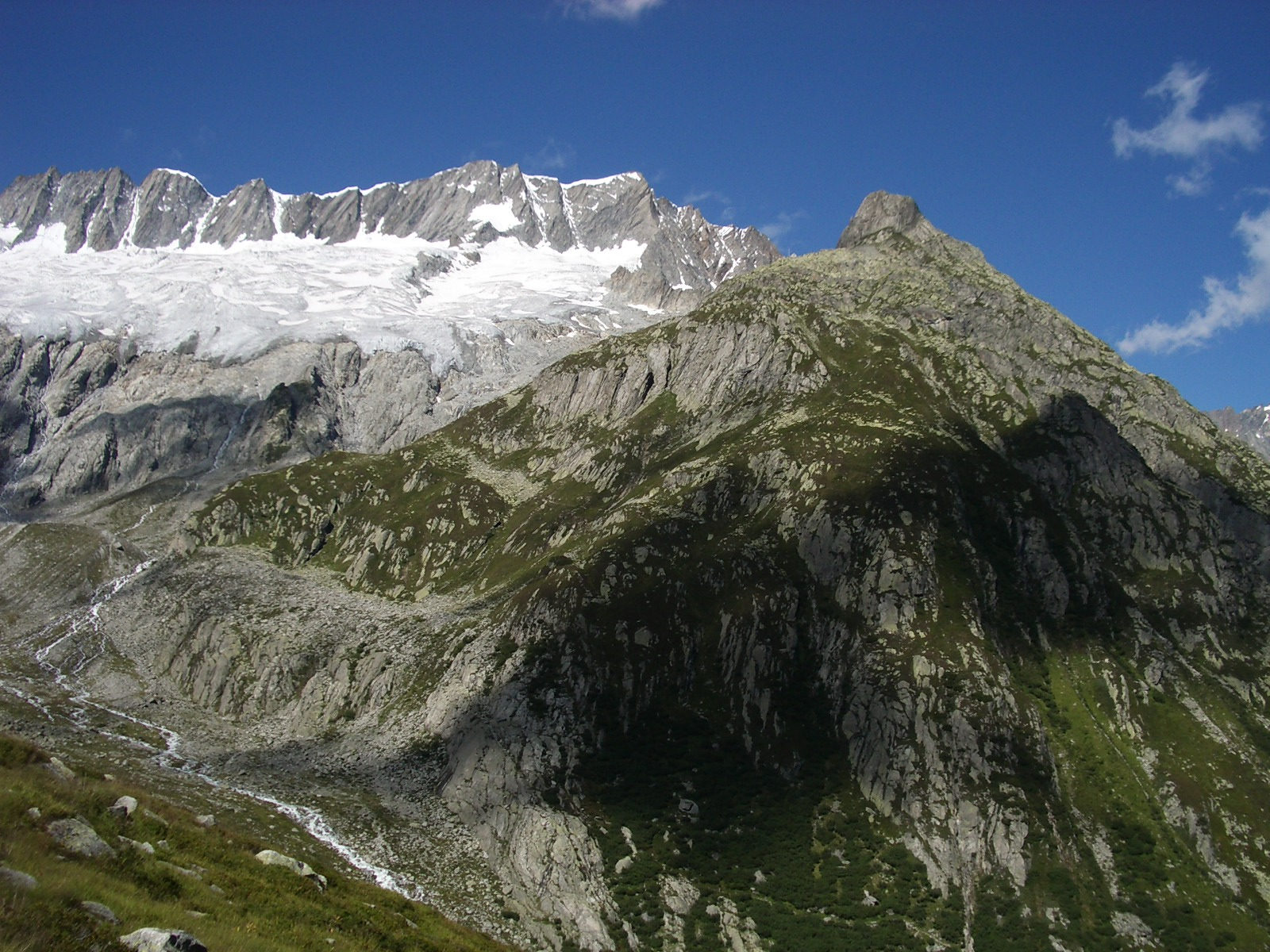
別な角度から見たダンマシュトック。

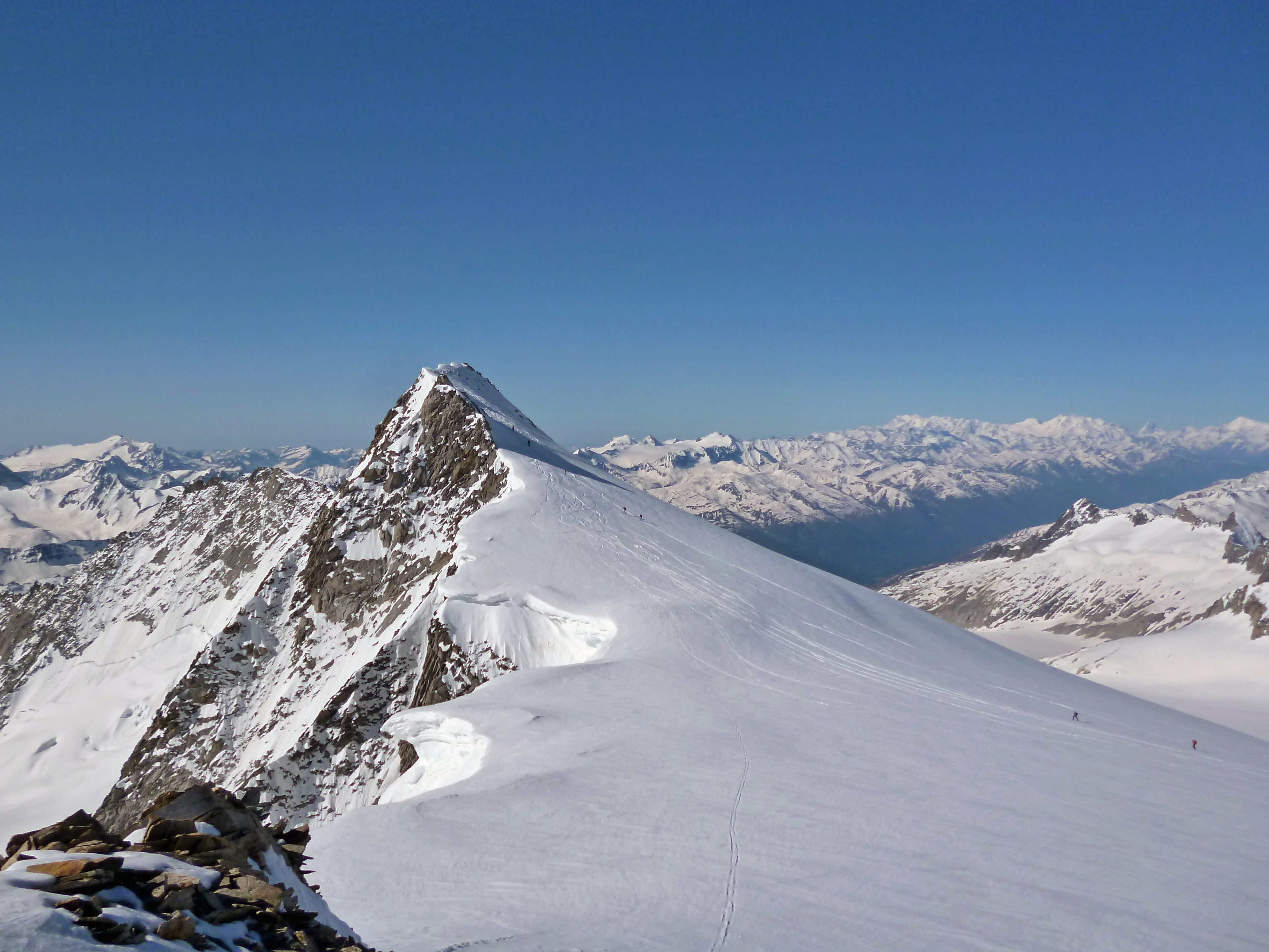
北にある:de:Schneestockから見たダンマシュトック。

ダンマシュトックの山頂の標高は、約3630mである。ヨーロッパのアルプス山脈の西部の一部にウルナー・アルプス山脈と呼ばれる部分があり、ダンマシュトックは、そのウルナー・アルプス山脈の中では最も高い山であるとされている。なお、この山からは天候さえ良ければ約100km先を見ることもできる。この山は、おおよそ北緯46.64333、東経8.42083に位置していて、この場所はスイスに属している。そして、ちょうど同国のウーリ州とヴァリス州との州境に当たる場所である。なお、ウーリ州においては、この山が最も標高の高い山だとされている。ところで、ダンマシュトックは、かつては

多くの場所が雪と氷に覆われていた山であり、山の西側にはローヌ氷河、山の東側にはダンマ氷河、山の北側にはトゥリフト氷河が存在している。しかし、これらの氷河は後退中であり、年々縮小を続けているなど、この山の周囲の雪と氷は少なくなりつつある。

## その他
ダンマシュトックは、スイスのベルン州とも近いものの、同州にはかかっていない。スイスのウーリ州とヴァリス州とベルン州の3州が境界を接しているエッグシュトックは、この山から北北西に約1kmほどの距離で存在している。他にも周辺には幾つもの山が存在しており、例えば約5km西にはディーヒターホルンがある。